# Vidne (dokumentarfilm)
|  | Denne artikel er oprettet af botten Steenthbot ud fra en ekstern database. Den kan derfor have sproglige fejl eller mangler. Denne skabelon kan fjernes efter kontrol af indholdet. |

Vidne er en dansk dokumentarfilm fra 2017 instrueret af Louise Leth.

## Handling
Haifaa Awad er læge, debattør og aktivist med syriske rødder. Hun kunne ikke længere være passivt vidne til, at kampen for frihed i Syrien havde udviklet sig til en menneskelig tragedie. Hun risikerede sit liv for at hjælpe som frivillig læge og er sidenhen blevet truet og nægtet adgang til sit barndomsland og sin familie. Haifaa vender ikke blikket bort, mens de civile bliver dræbt, og hun skelner ikke længere mellem hverdag og krig. Hun lever med krigen – selv i kærligheden – og ser det som sin medmenneskelige pligt at blive ved med at kæmpe, når man er vidne til krig.